# ジョージ・ザムカ
ジョージ・ザムカ（George David "Zambo" Zamka、1962年 - ）は、アメリカ航空宇宙局の宇宙飛行士、アメリカ海兵隊のパイロットで、30以上の異なる航空機で3500時間以上の飛行経験を持つ。2007年10月にはディスカバリーの操縦手として国際宇宙ステーションを訪れた。また、2010年2月のSTS-130では、船長を務めた。

## 生い立ち
ザムカは、1962年にニュージャージー州ジャージーシティで生まれ、ニューヨーク、アーヴィントン、コロンビアのメデリン、ロチェスターヒルズで育った。1980年にミシガン州のロチェスター・アダムス高校を卒業した。
彼は既婚であり、2人の子供がいる。一家はコロラド州、ミシシッピ州、ジョージア州、インディアナ州、フロリダ州、テネシー州で暮らした。コロンビアとポーランド系の先祖を持つ。

## 軍でのキャリア
1984年に海軍兵学校で数学の学位を取った後、アメリカ海兵隊の少尉に任官された。1985年から1987年にかけて、彼はウィッビー島海軍航空基地でA-6の操縦訓練を受け、エルトロ海兵隊空軍基地のVMFA(AW)-242に配属された。1990年には、F/A-18Dの操縦訓練を受け、VMFA(AW)-121に配属された。湾岸戦争の砂漠の嵐作戦では66回出撃した。1993年には、前線航空管制として、キャンプ・ペンドルトンの第5海兵隊1大隊に配属された。1994年12月にはアメリカテストパイロット学校を卒業し、その後F/A-18のテストパイロットを務めた。
1997年に、彼はフロリダ工科大学で技術管理の修士号を取得し、1998年にVMFA(AW)-121に戻って日本の岩国飛行場に配属された。
2010年8月、ザムカはほぼ30年に及ぶ勤務を終え、海兵隊を引退した。現在はNASAで働いている。

## NASAでのキャリア
1998年6月、ザムカはNASAの宇宙飛行士プログラムに選ばれ、8月から訓練を始めたと言われている。彼はスペースシャトルの訓練と過程の部門を率いた。ザムカは、STS-120のミッションで初めて宇宙を訪れ、STS-130では船長として2度目の宇宙飛行を行った。

## プロモーション活動

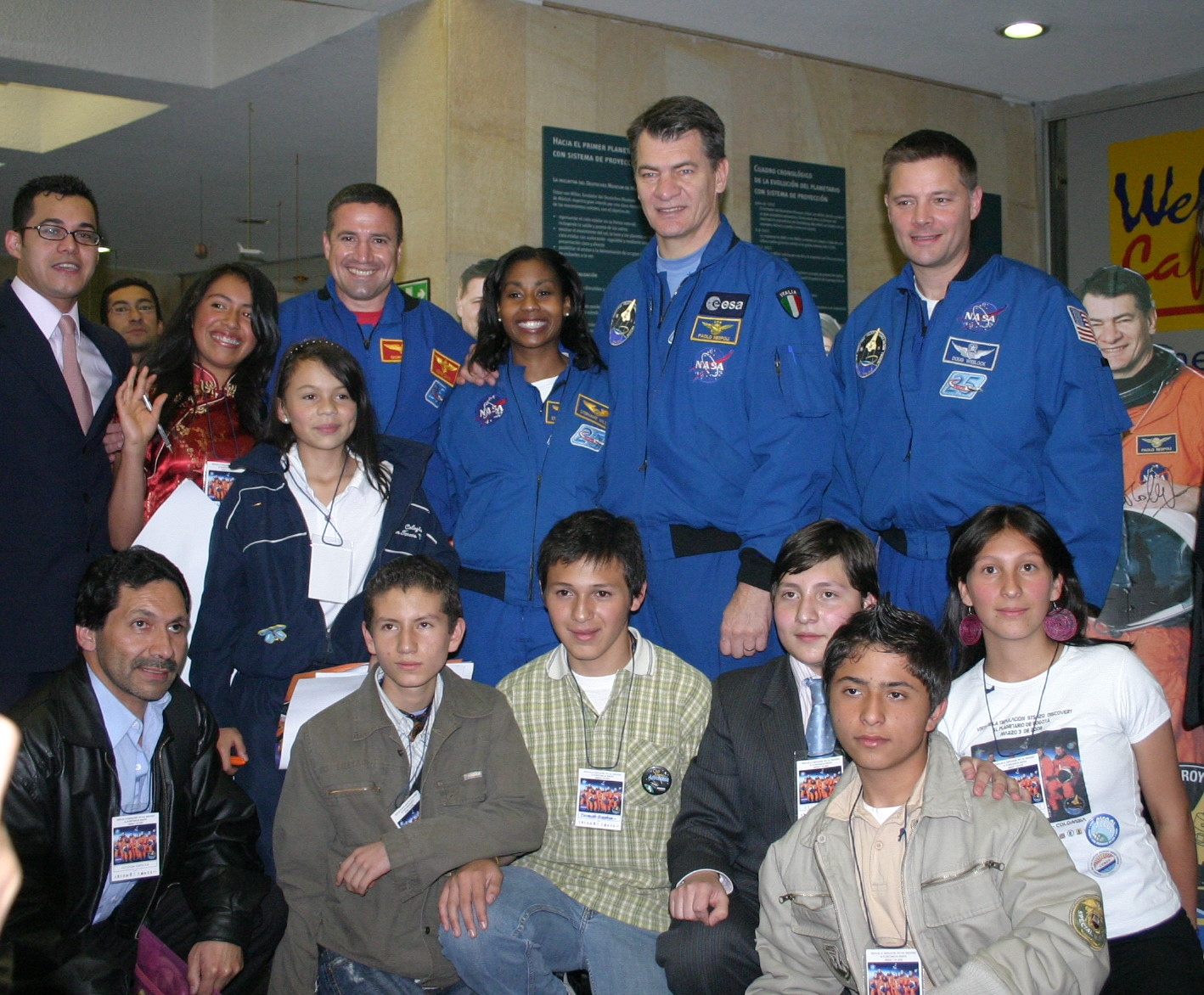

2008年3月、ザムカはSTS-120の乗組員とともにコロンビアのボゴタプラネタリウムを訪れ、200人の生徒、50人の教師、20人の科学者と、宇宙飛行士としての経験を共有した。